# Премія AVN за кращу сцену мастурбації/стриптизу
Премія AVN за найкращу сцену мастурбації/стриптизу (англ. AVN Award for Best Solo/Tease Performance) — нагорода в області порноіндустрії, яка щорічно проводиться компанією AVN наприкінці січня в Лас-Вегасі, штат Невада на церемонії AVN Awards. Нагороду отримує акторка за найкраще виконання сцени мастурбації та/або стриптизу. 
Нагорода була створена наприкінці 2014 року шляхом об'єднання двох нагород — «Найкраща сцена стриптизу» (існувала з 1990 року) та «Найкраща сцена мастурбації» (існувала з 2000 року).

## Лауреати
- 2015 — Анніка Олбрайт, Дені Деніелс та Карлі Монтана — за Anikka 2
- 2016 — Ебігейл Мек — за Black & White 4
- 2017 — Аса Акіра — за Asa Goes to Hell
- 2018 — Анджела Уайт (I) — за Angela 3
- 2019 — Кісса Сінс — за The Corruption of Kissa Sins
- 2020 — Анджела Уайт (II) — за Angela White: Dark Side — Scene 4
- 2021 — Ванна Бардо — за Woman (з Dance for Me)
- 2022 — Анджела Уайт (III) та Габбі Картер — за Angela Loves Threesomes 3 — Scene 1
- 2023 — Анджела Уайт (IV) — за Take Control
- 2024 — Блейк Блоссом — за Drawn to You (з Vanity)
- 2025 — Анна Клер Клаудс — за Anna Claire Clouds: Dark Side - Part 3